# Argyractis nandinalis
Argyractis nandinalis là một loài bướm đêm trong họ Crambidae.